# Essam Shawali
Essam Shawali (właściwie عصام الشوالي) (ur. 10 września 1970 w Tuluzie) – tunezyjski dziennikarz i komentator sportowy. Uważany za jednego z najlepszych i najbardziej rozpoznawalnych komentatorów piłkarskich arabskiej telewizji. 

## Biografia
Po ukończeniu studiów filologicznych dołączył do młodzieżowej rozgłośni radiowej. Następnie trafił do lokalnej tunezyjskiej telewizji kablowej, aby później przenieść się do arabskojęzycznej stacji ART (Arab Radio and Television Network). Swój pierwszy mecz skomentował w 1998 r. i było to spotkanie Ligi Mistrzów pomiędzy Realem Madryt a Interem Mediolan. Po przejęciu stacji ART przez kanał Al Jazeera Sports, Tunezyjczyk znalazł się wśród najwybitniejszych arabskich komentatorów. Aktualnie, podobnie jak większość innych czołowych sprawozdawców arabskich, związany jest ze stacją beIN Sports.

## Styl komentarza
Charakterystyczne dla Chawaliego jest odwaga i bezpośredniość w swoim komentarzu. Dla osoby niearabskojęzycznej może być on jednak trudny do zrozumienia. W swoich wypowiedziach przeplata często słowa z różnych języków, w szczególności z francuskiego, oraz używa bardzo dużo dialektu tunezyjskiego. W niektórych sytuacjach jest dosyć ekscentryczny, od zwykłej wypowiedzi potrafi nagle przejść w śpiew.